# پل قوسی لب آب
پل قوسی لب آب یک پل قوسی در شهر کرمانشاه است که بر روی رودخانهٔ قره‌سو ساخته شده‌است. این پل بلوار شهید بهشتی را به بلوار طاق‌بستان و نیز بلوار شهید کشوری (کشمیر) متصل می‌کند. پل قوسی دارای پنج خط عبوری است که سه لاین آن به سمت شمال شرقی و دو خط عبوری آن به سمت شرق کرمانشاه می‌رود.

## تاریخچه

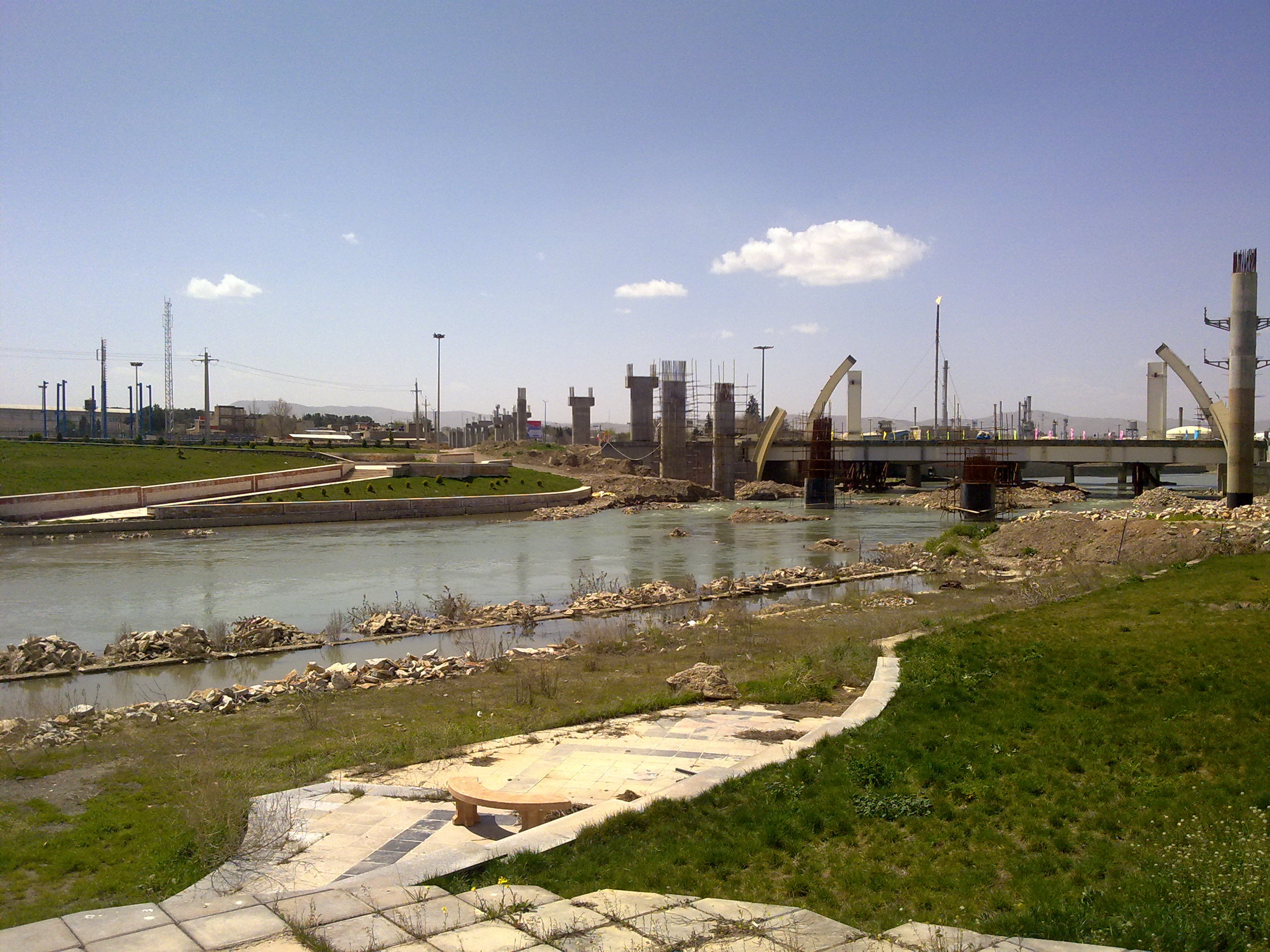
پل قوسی لب آب، در زمان ساخته‌شدن، فروردین ۱۳۹۳.

هدف اصلی ساخت پل قوسی حل گرهٔ ترافیکی موجود در محدودهٔ پل قدیمی رودخانهٔ قره‌سو بود. عملیات اجرایی پل قوسی لب آب از مرداد ۱۳۹۱ آغاز شد. برنامهٔ زمان‌بندی برای ساخت این پل ۱۵ ماهه بود و قرار بود مهر یا آبان سال ۱۳۹۲ افتتاح شود، اما ساخت آن با تأخیر همراه بود و نهایتاً در روز ۱۷ اردیبهشت ۱۳۹۴ افتتاح شد.

## وضعیت مالی ساخت
علی‌حیدر کرمی سرپرست وقت شهرداری کرمانشاه در مراسم افتتاح پل هزینهٔ صرف‌شده برای ساخت آن را ۲۴ میلیارد تومان اعلام کرد، اما خبرگزاری بسیج این مبلغ را ۲۱ میلیارد تومان اعلام کرد که از محل درآمد شهرداری‌ها تامین شده است.
در زمان افتتاح پل اخباری منتشر شد که شهرداری کرمانشاه بر اساس یکی از مفاد قرارداد، باید مبلغ سنگینی را به پیمانکار آن به عنوان جریمه و خسارت پرداخت کند. همین مسئله سبب حاشیه‌هایی در مراسم افتتاح پل نیز شد و دو نفر از اعضای شورای شهر کرمانشاه در این مراسم یکدیگر را مورد حملهٔ لفظی قرار دادند.

## ویژگی‌های سازه‌ای
پل قوسی لب آب دارای سازهٔ باربر فلزی است که از دو قوس تشکیل شده‌است. این قوس‌ها دارای شعاع ۳۵ متر بوده و به صورت مایل نصب شده‌اند، به نحوی که در رأس یک متر از یکدیگر فاصله دارند. پایداری جانبی دو قوس به وسیلهٔ هفت تیر تأمین شده‌است که دو قوس را به یکدیگر به یکدیگر متصل کرده‌است. طول دهانهٔ پل قوسی لب آب ۷۳ متر است که بدون پایهٔ میانی ساخته شده‌است. عرض عرشهٔ پل نیز ۳۵ متر است که ۵ خط عبور ترافیکی و ۲ پیاده‌رو دارد.
فونداسیون پل بر روی ۴۸ شمع، به طول ۲۵ متر احداث شده، که چهار مجموعهٔ هفت شمعی بار قوس‌ها، و دو مجموعهٔ ۱۰ شمعی نیز بار تیرهای طولی را تحمل می‌کنند. برای ساخت این پل ۵۰۰۰ مترمکعب بتن‌ریزی شده و وزن سازهٔ فلزی و ملحقات آن حدود ۱۵۳۰ تن است. حدود ۲۳۵۰ تن نیز آسفالت در ساخت پل به کار رفته‌است.

## خاموش شدن یک ساعته
در روز ۲۵ مارس ۲۰۱۷، پل قوسی لب آب در کرمانشاه به مناسبت روز جهانی ساعت زمین به مدت یک ساعت از ساعت ۲۰٫۳۰ تا ۲۱٫۳۰ خاموش شد. در این روز هر کشور یک ساعت برق برخی اماکن عمومی را جهت یادآوری اهمیت حفظ انرژی قطع می‌کند. در آن سال ١٧٠ کشور از جمله ایران در این برنامه شرکت داشتند.